# 九龍水塘

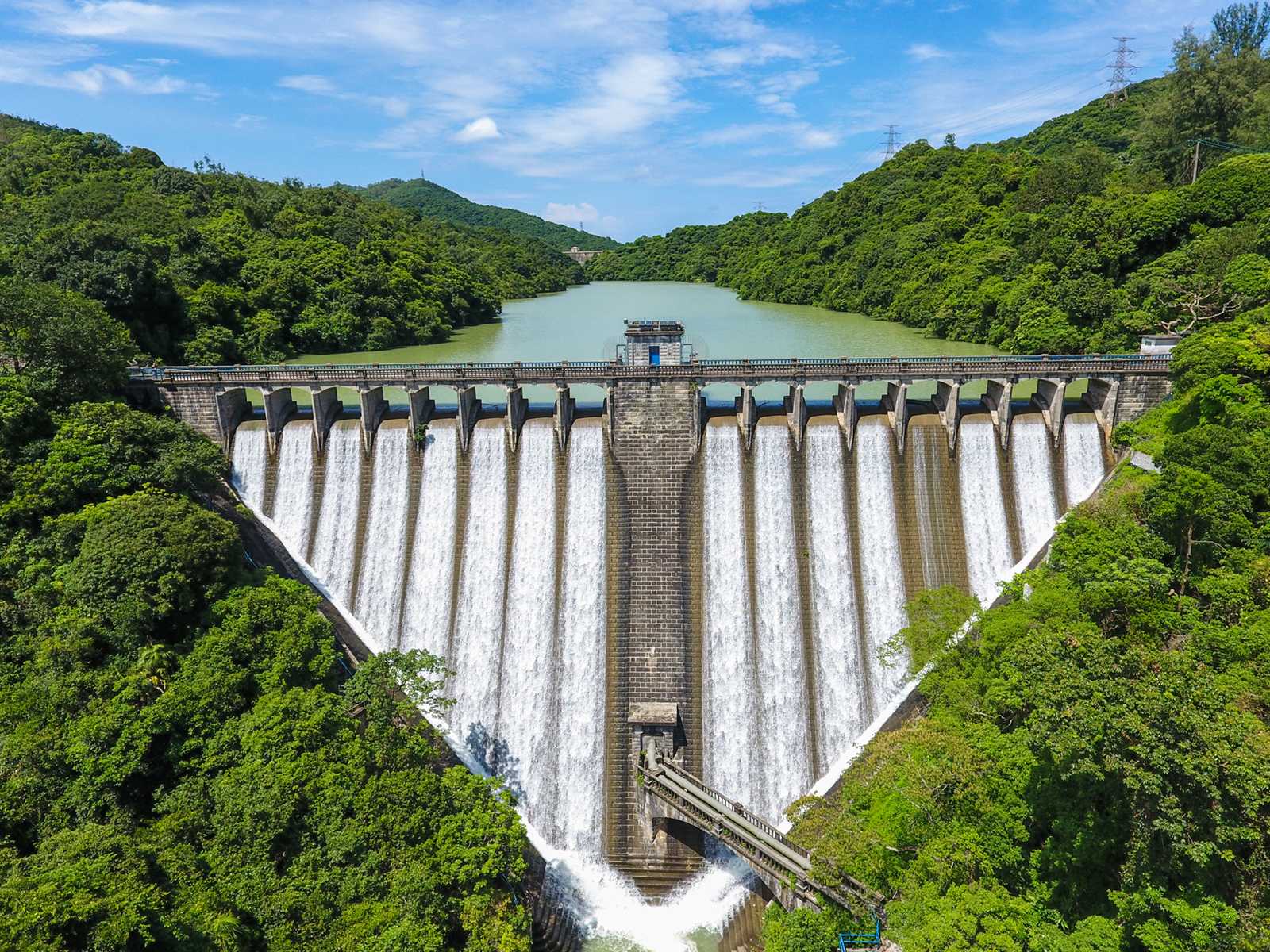
九龍副水塘堤壩洩洪

22°21′14″N 114°09′12″E / 22.35381°N 114.15323°E
九龍水塘群（Kowloon Group of Reservoirs）是香港九龍半島以北的一組水塘，由九龍水塘（Kowloon Reservoir）、九龍副水塘（Kowloon Byewash Reservoir）、九龍接收水塘（德羅塘）（Kowloon Reception Reservoir（Eption Reservoir））及石梨貝水塘（Shek Lei Pui Reservoir）組成，四個水塘儲水量合共287萬立方米。為香港地理正中心。水塘位於金山郊野公園之內。雖然水塘群以九龍為名，但根據現時的地區行政，全部水塘均座落於新界沙田區西南部。

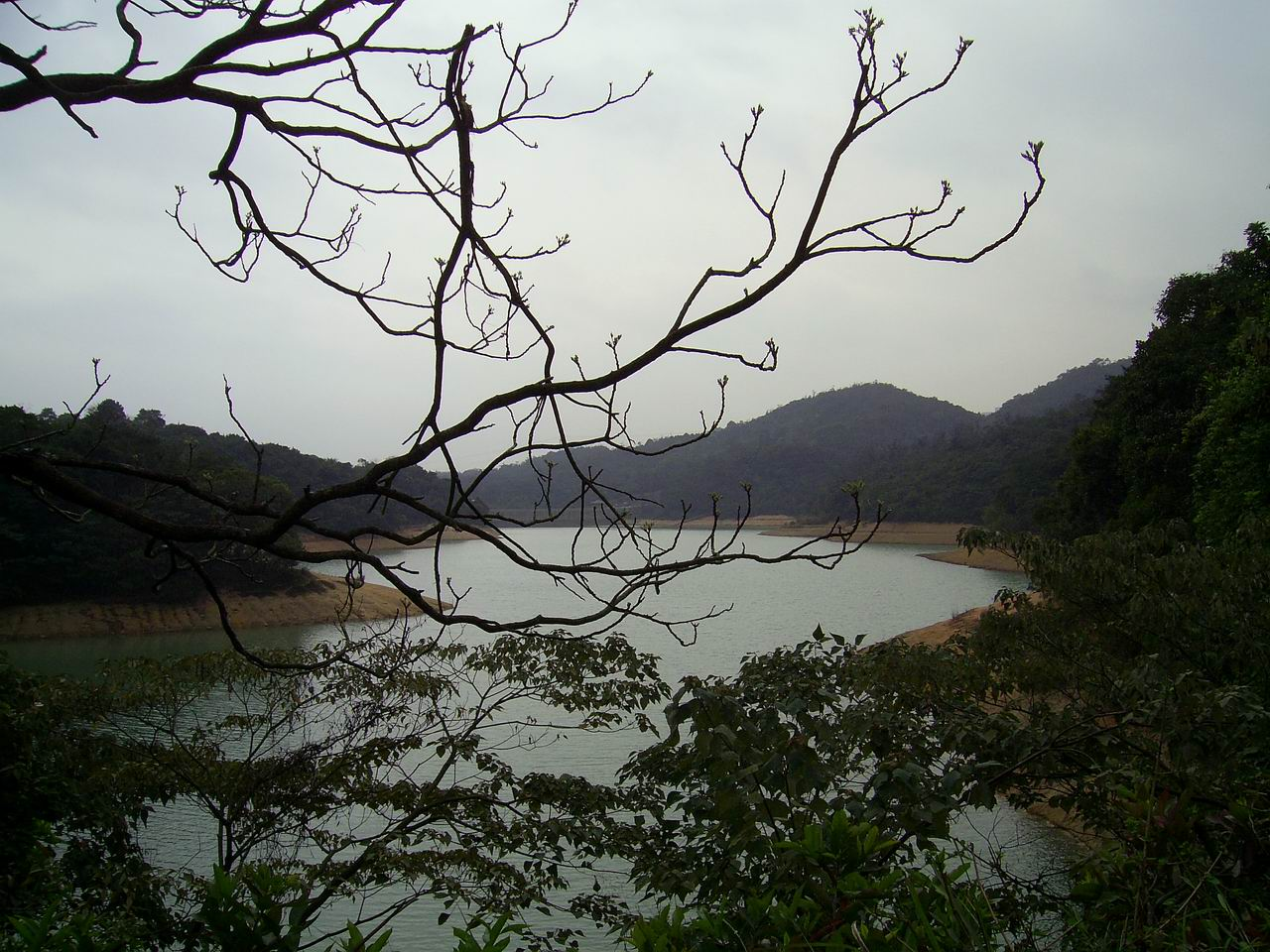
九龍水塘
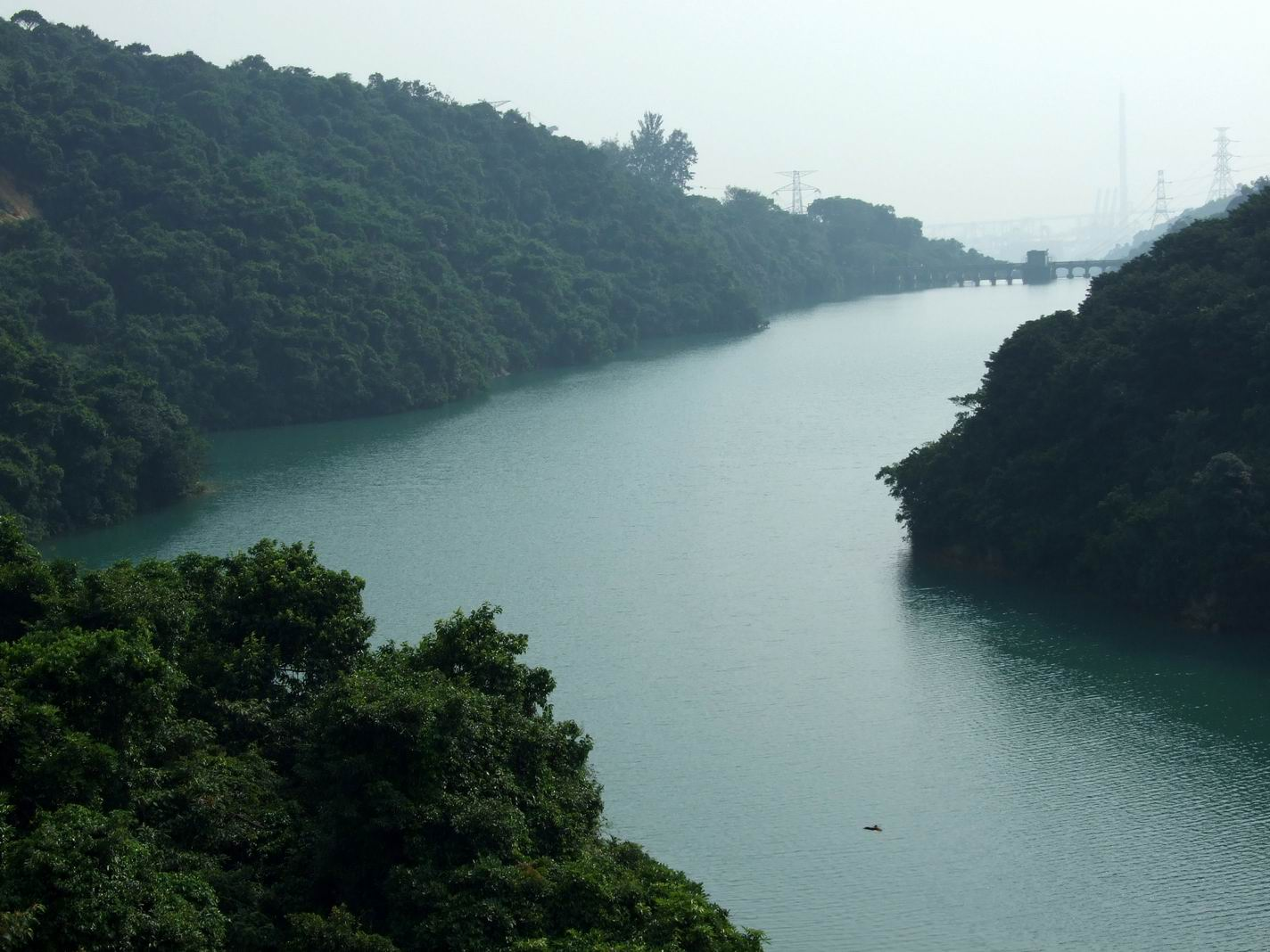
九龍副水塘
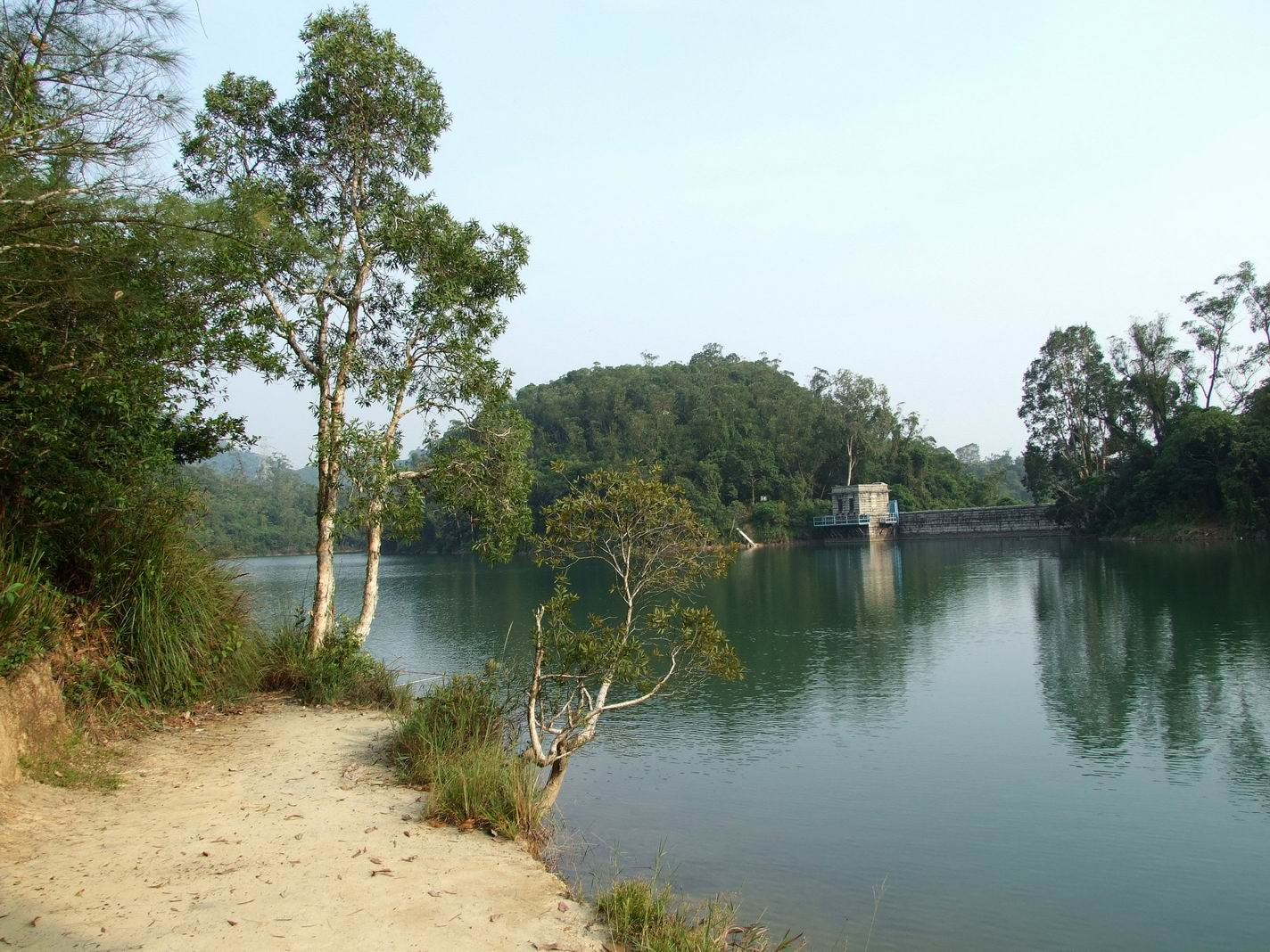
九龍接收水塘
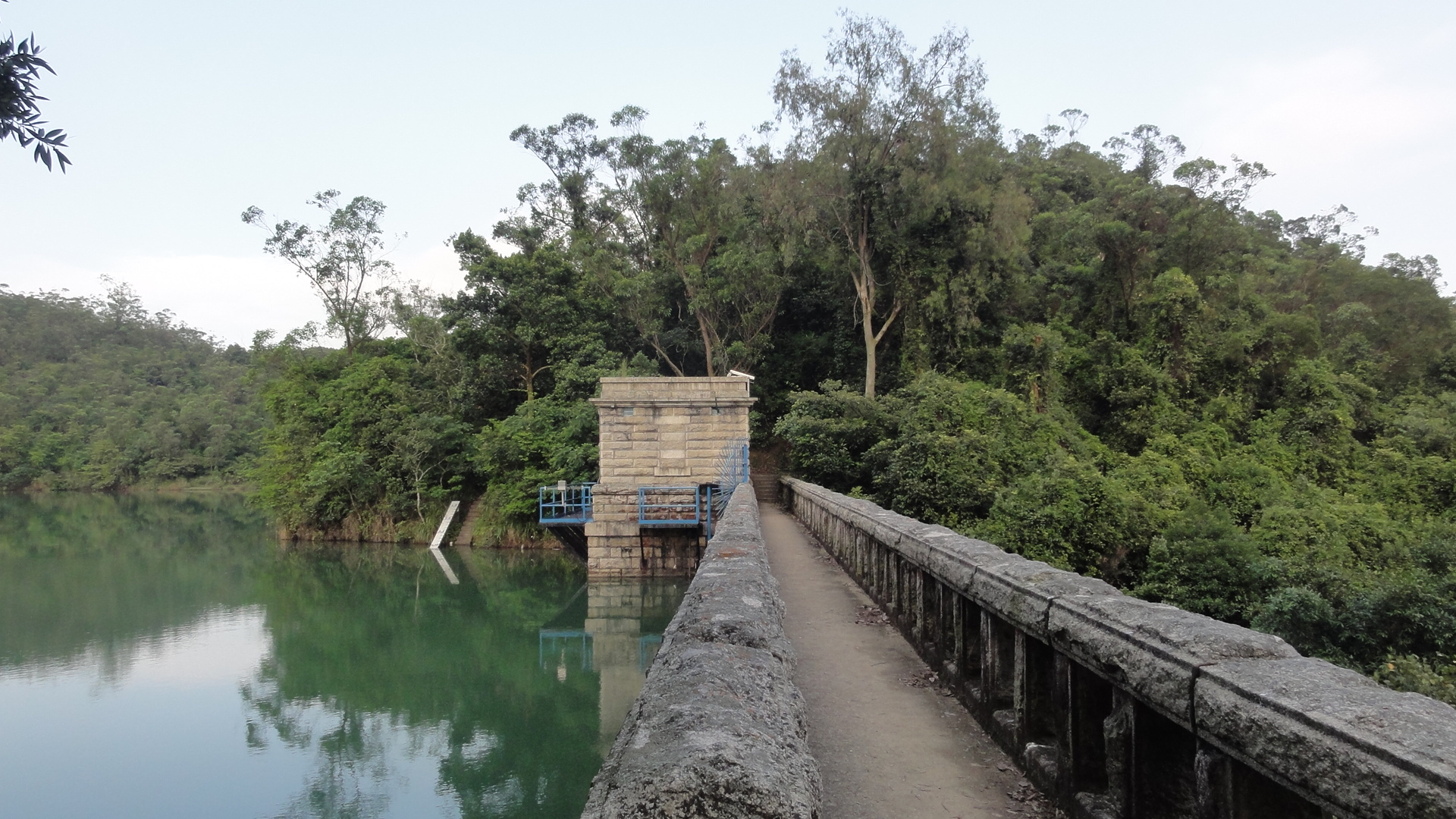
石梨貝水塘

## 歷史
英國於1898年根據《展拓香港界址專條》取得界限街以北的新九龍及新界後，為了提供食水給新九龍及新界南部，香港政府於1901年在針山以南及畢架山之西一帶展開興建水塘的工程，並於1910年落成啟用，油麻地抽水站繼而在1911年停用。水塘容量達3.5億加侖，是新界的首個水塘，同時作為「九龍重力自流供水系統」（Kowloon Waterworks Gravitation Scheme）的源頭。1922年堤壩改以石建成，並將高度提高至100呎，令水塘容量增加150萬加侖。堤壩的外形為弧形，設計獨特。
石梨貝水塘於1923年開始興建，1925年建成，通常視爲九龍水塘系統的一部分。1926年，香港政府又建造了九龍接收水塘（俗稱德羅塘），接收城門水塘經引水道、北隧道、南隧道而來的食水 ，再輸送到石梨貝濾水廠過濾。1930年，九龍副水塘（俗稱新塘）興建，並於1931年建成，儲水量為1億8,500萬加侖。
政府在2009年將九龍水塘5項歷史建築物列為香港法定古蹟，包括主壩、主壩水掣房、溢洪壩、溢洪壩記錄儀器房及記錄儀器房。
由於九龍水塘群的儲水量有限，遇上暴雨時往往會出現溢流，使到山腳下的長沙灣容易出現水浸。2019年，渠務署興建一條長2.8公里，直徑3米的輸水管，連接九龍副水塘和下城門水塘，一方面可大幅地減少雨水流入長沙灣的排水系統，同時亦將九龍副水塘收集的雨水轉運至下城門水塘，從而減少前者的溢流及增加後者的集水量。整項工程由布依格土木承建，2022年10月完工，工程造價約12.2億港元。輸水管啟用後，每年可增加的本地集水量為平均340萬立方米。

## 九龍水塘群

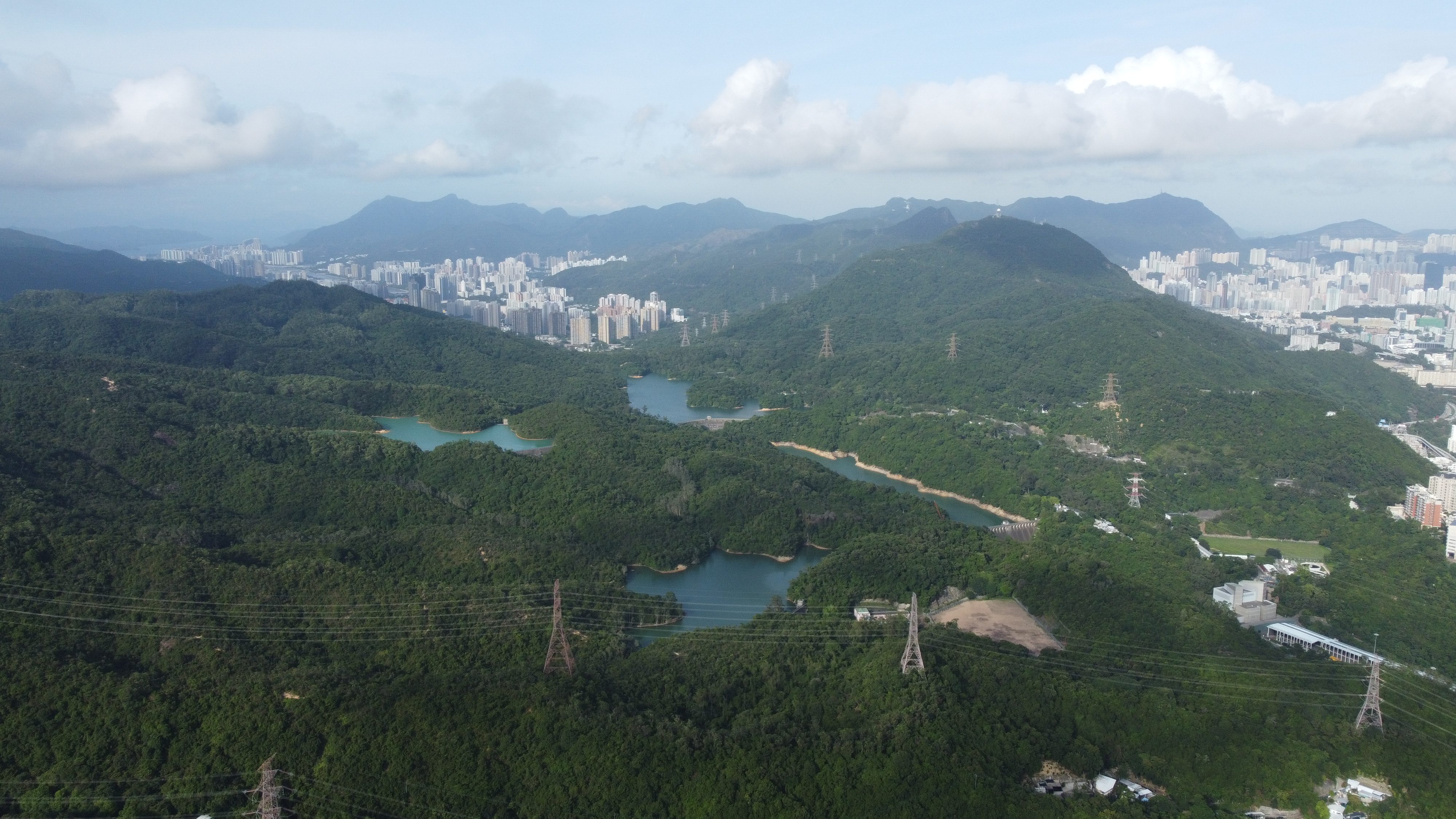
航拍九龍水塘群，按順時針方向依次為：九龍水塘、九龍副水塘、九龍接收水塘，以及石梨貝水塘

| 名稱         | 竣工年份 | 容量 （百萬立方米） | 主壩長/高度 （米） | 郊野公園 | 行政區劃 | 鄰近道路/ 行人徑                                                                |
| ------------ | -------- | ------------------- | ------------------ | -------- | -------- | ------------------------------------------------------------------------------- |
| 九龍水塘     | 1910年   | 1.578               | 182.9 / 33.2       | 金山     | 沙田區   | 大埔公路（沙田段）、 金山路、 麥理浩徑第6段、 衛奕信徑第6段、 金山樹木研習徑1 4 |
| 石梨貝水塘   | 1925年   | 0.374               | 83.5 / 22.3        | 金山     | 沙田區   | 石梨貝水塘緩跑徑1 4                                                             |
| 九龍接收水塘 | 1926年   | 0.121               | 70.1 / 13.0        | 金山     | 沙田區   | 德羅塘緩跑徑2 3、 金山樹木研習徑1 4                                             |
| 九龍副水塘   | 1931年   | 0.800               | 106.0 / 41.1       | 金山     | 沙田區   | 金山路、 長源路、 金山樹木研習徑1 4                                             |

1 - 經金山路進入 

2 - 經長源路進入 

3 - 經石梨貝水塘緩跑徑進入 

4 - 經德羅塘緩跑徑進入 

5 - 經金山樹木研習徑進入 

## 遠足資料
- . 山上行 www.walkonhill.com. 12月10日  [2012-12-10]. （原始内容存档于2013-12-25）.  （页面存档备份，存于）

## 外部連結
- 香港水務署 — 九龍水塘及石梨貝水塘